# Форт Ковингтон Хамлет (Њујорк)
Форт Ковингтон Хамлет (енгл. Fort Covington Hamlet) насељено је место без административног статуса у америчкој савезној држави Њујорк.

## Демографија
По попису из 2010. године број становника је 1.308.
| Група             | 2000.    | 2010.         |
| Белци             | 0 (0,0%) | 1.036 (79,2%) |
| Афроамериканци    | 0 (0,0%) | 5 (0,4%)      |
| Азијати           | 0 (0,0%) | 1 (0,1%)      |
| Хиспаноамериканци | 0 (0,0%) | 42 (3,2%)     |
| Укупно            | 0        | 1.308         |